# Las Tres Villas

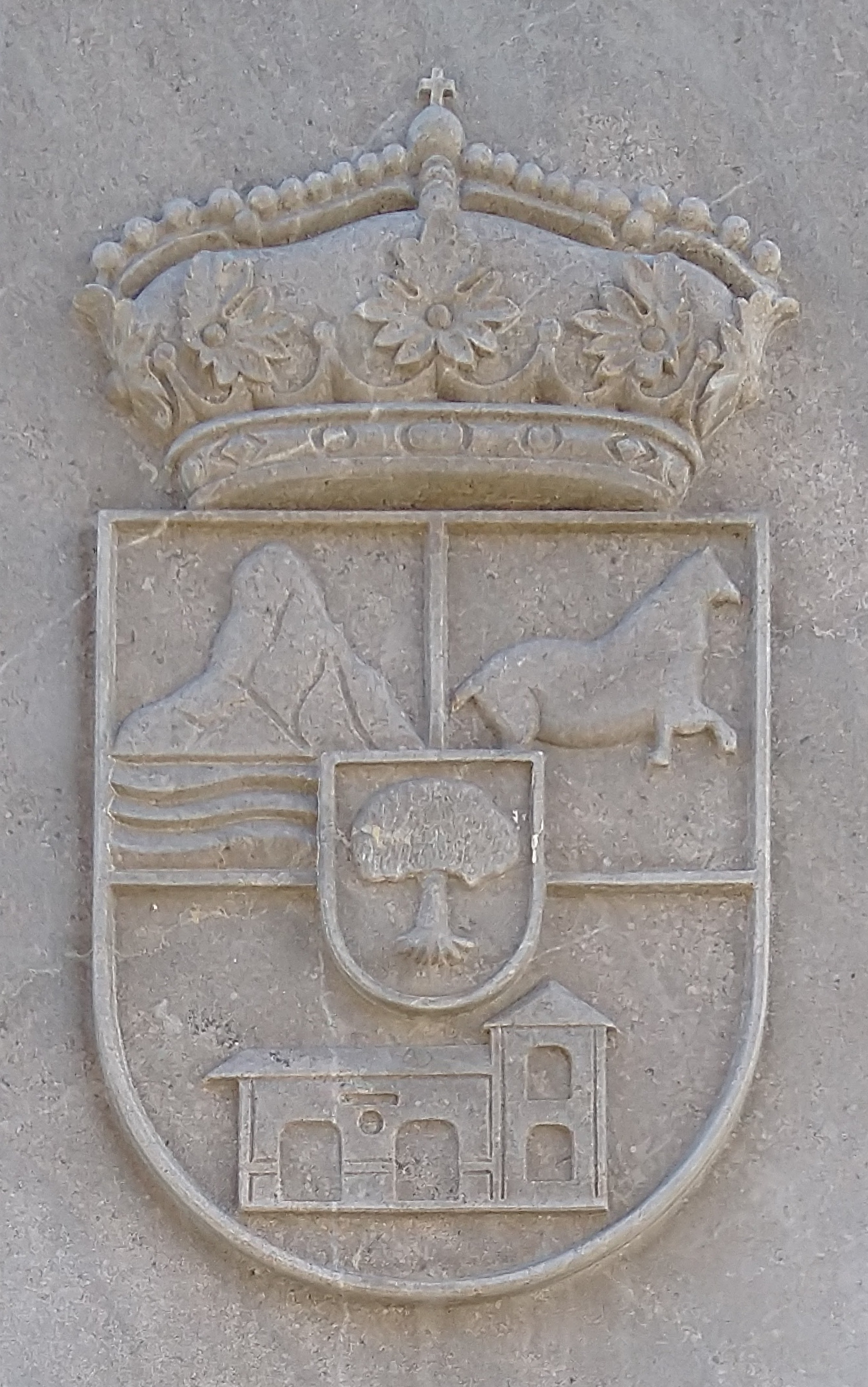
Escudo grabado de Las Tres Villas, en Doña María

Las Tres Villas es un municipio español situado en la parte occidental de la comarca de Los Filabres-Tabernas, en la provincia de Almería, comunidad autónoma de Andalucía. Limita con los municipios almerienses de Abla, Ohanes, Canjáyar, Alboloduy y Nacimiento, y con el municipio granadino de Baza. Por su término discurre el río Nacimiento.

## Toponimia
Su nombre fue aprobado en 1976 y hace referencia a las tres villas que conforman el municipio: Doña María, Escúllar y Ocaña. Se emplean los gentilicios tanto trivillero/a como tresvillero/a.

## Geografía física

### Ubicación
A los pies de Sierra Nevada e integrado en la comarca de Los Filabres-Tabernas, se encuentra situado a 56 kilómetros de la capital provincial. El término municipal está atravesado por la autovía A-92, que conecta las ciudades de Almería y Granada con Málaga y Sevilla.
| Noroeste: Abla y Baza (GR) | Norte: Baza (GR)       | Nordeste: Baza (GR) y Nacimiento |
| Oeste: Abla                |                        | Este: Nacimiento                 |
| Suroeste: Abla y Ohanes    | Sur: Ohanes y Canjáyar | Sureste: Alboloduy               |

### Riesgos naturales
El municipio de Las Tres Villas todavía no cuenta con un PTEL que cumpla con la Ley 5/2010 sobre autonomía local.

## Naturaleza

### Fauna y flora
En cuanto a la vegetación predominan los álamos, destacando la densa alameda que discurre en pleno cauce del barranco; los eucaliptos, adelfas, taray, retamas, y una gran diversidad de matorral. Dentro de su fauna, predominan el jabalí, el zorro y la cabra montesa.

### Zonas protegidas
Ubicado en la ladera norte de Sierra Nevada, el término municipal de Las Tres Villas cubre parte tanto del parque natural de Sierra Nevada; como del parque nacional de Sierra Nevada, ocupando este último un 5,47% del total municipal.

## Historia
Previamente este municipio perteneció a Abla según se refleja en el libro de apeo abulense de 1571, del que se guarda copia en el Archivo de la Real Chancillería de Granada. En él se la denominaba Venta de Doña María, núcleo fundado en la época romana cuando Abula se transformó en una población de cierta entidad al pasar junto a ella la calzada que unía las ciudades de Acci (Guadix) y Abdera (Adra), generando a una legua de ella la Venta. No sería hasta 1740 cuando Doña María, Escúllar y Ocaña dejaran de pertenecer civil y eclesiásticamente a Abla.
En el censo de 1857 aparece la creación del municipio de Doña María por segregación de Gérgal.
Cabe mencionar que el 2 de julio de 1916 el municipio de Ocaña pasó a denominarse Ocaña de Alboloduy, para distinguirse del Ocaña de la provincia de Toledo. Véase Reforma de la nomenclatura municipal de 1916.
Doña María y Ocaña (u Ocaña de Alboloduy) fueron dos municipios independientes hasta que, en 1920, se fusionaron en uno solo llamado Doña María-Ocaña. 
El 26 de octubre de 1976 se les unió Escúllar dando lugar a una nueva entidad local que se denominó Las Tres Villas, recayendo la capitalidad municipal en el núcleo doñamariero.

## Geografía humana

### Organización territorial
Además de las tres cabeceras municipales, Las Tres Villas cuenta también con varias entidades de población según el nomenclátor publicado por el Instituto Nacional de Estadística: El Cortijo Real, Piedras Blancas, La Estación, El Haza de Riego, Santillana, Los Gregorios, Los Laos-Los Lázaros, La Mosca y Los Soleres.

### Demografía
Cuenta con una población de 574 habitantes (INE 2024).
| Gráfica de evolución demográfica de Las Tres Villas entre 1981 y 2021 |
| |
| Población de derecho según los censos de población del INE. Población de hecho según los censos de población del INE.Entre el censo de 1981 y el anterior, aparece este municipio porque se fusionan los municipios 04040 (Doña María Ocaña) y 04042 (Escúllar). |

Población
Según el Instituto Nacional de Estadística de España, en el año 2020 Las Tres Villas contaba con 565 habitantes censados, que se distribuyen de la siguiente manera:
| Unidad poblacional   | Hab. |
| -------------------- | ---- |
| Escúllar             | 176  |
| Ocaña                | 152  |
| Doña María           | 110  |
| Los Laos-Los Lázaros | 47   |
| La Mosca             | 19   |
| La Estación          | 11   |
| Los Soleres          | 7    |
| Los Gregorios        | 6    |
| El Haza de Riego     | 2    |
| Santillana           | 2    |
| diseminado           | 33   |
| TOTAL                | 565  |

Evolución
| Gráfica de evolución demográfica de Las Tres Villas entre 1900 y 2020 |
|                                                                       |
| Datos según el nomenclátor publicado por el INE.                      |

### Comunicaciones

#### Conexiones
Carreteras

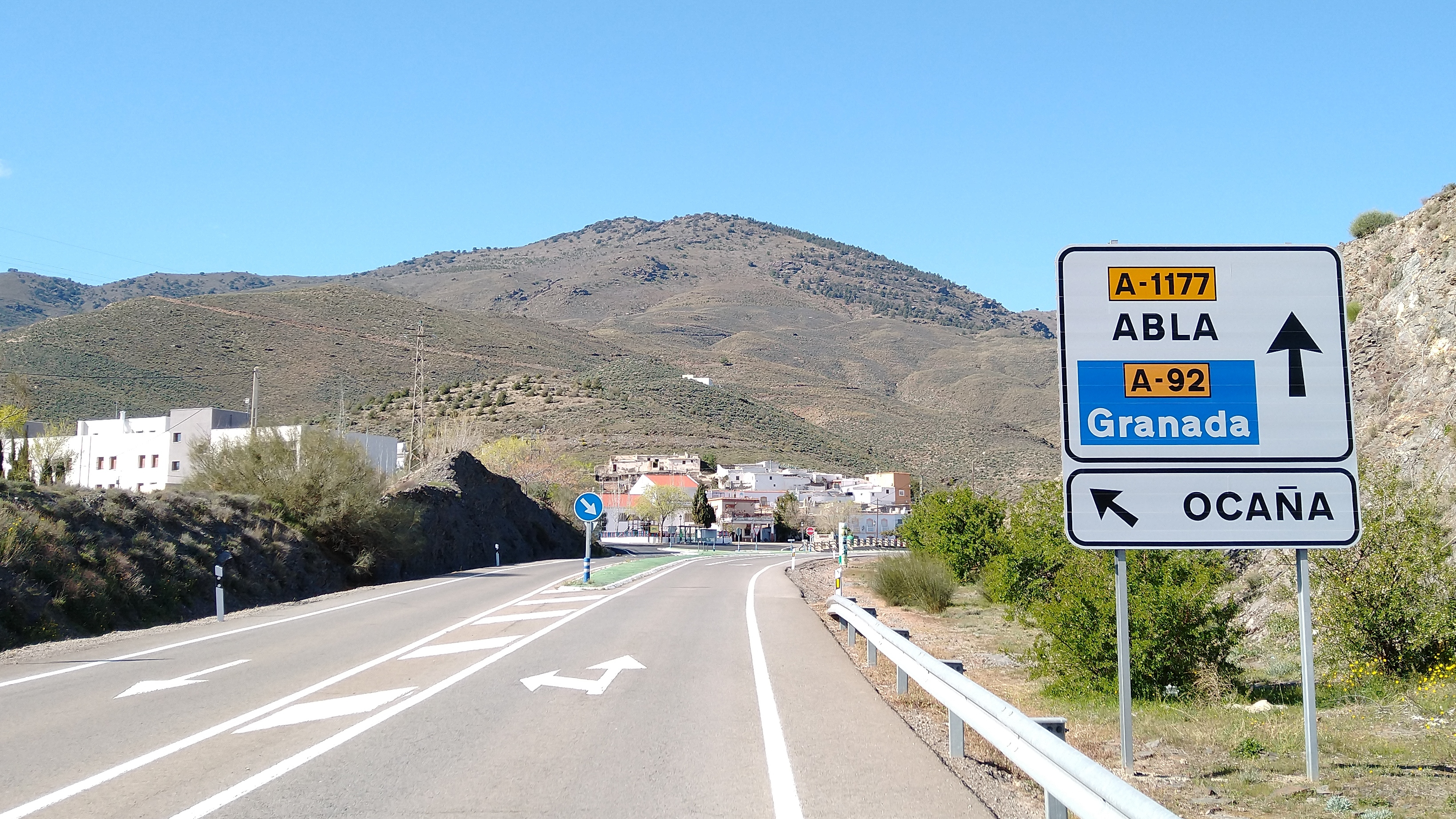
Carretera A-1177 por Ocaña, en Las Tres Villas

Las principales vías de comunicación que transcurren por el municipio son:
| Identificador | Denominación                                       | Itinerario                  |
| ------------- | -------------------------------------------------- | --------------------------- |
| A-92          | Autovía A-92                                       | Sevilla - Almería           |
| A-1177        | De Abla a A-92 por Ocaña y Doña María              | Abla - Los Laos-Los Lázaros |
| AL-5405       | De Abla al límite provincial con Granada           | Abla - L.P. Granada         |
| AL-5405R      | De AL-5405 a Escúllar                              | AL-5405 - Escúllar          |
| AL-3404       | De A-348 en Canjáyar a Abla por Tices y Santillana | Canjáyar - Abla             |

Algunas distancias entre Doña María, capital de Las Tres Villas, y otras ciudades:
| Ciudades | Distancia (km) |
| -------- | -------------- |
| Tabernas | 39             |
| Almería  | 56             |
| Granada  | 105            |
| Jaén     | 162            |
| Murcia   | 230            |

Ferrocarril

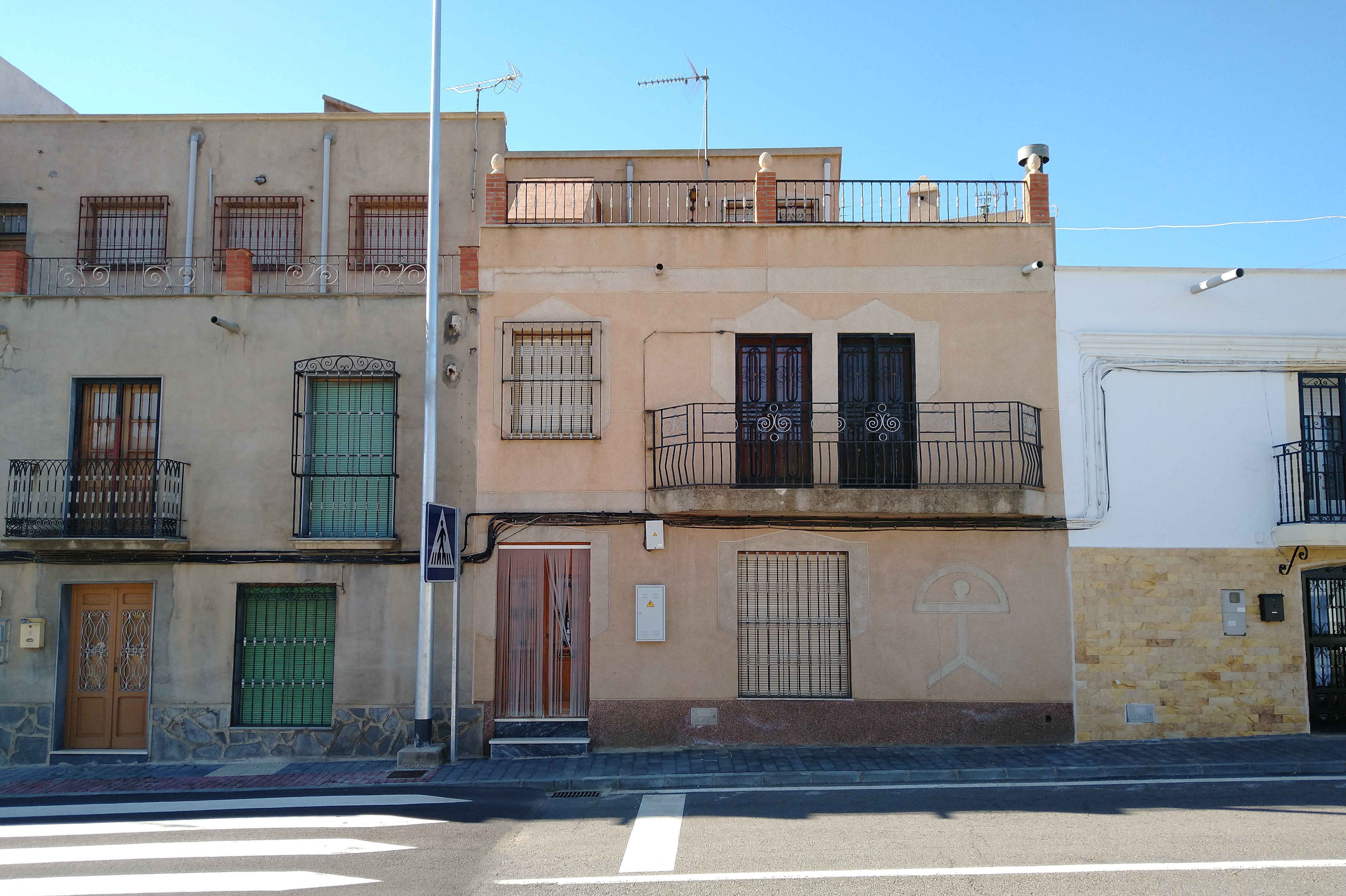
Casas en la calle Santa Teresa, travesía de la A-1177, en Doña María

Por el municipio también pasa la línea Linares Baeza-Almería que une la ciudad de Almería con Guadix hacia Granada o hacia Madrid. Cuenta con la estación de Doña María-Ocaña, actualmente sin servicio de viajeros, aunque puede ser utilizada como apartadero para efectuar cruces de trenes.

### Economía

#### Evolución de la deuda viva municipal
| Gráfica de evolución de deuda viva del Ayuntamiento de Las Tres Villas entre 2008 y 2019                                |
| |
| Deuda viva del Ayuntamiento de Las Tres Villas en miles de euros según datos del Ministerio de Hacienda y Ad. Públicas. |

## Símbolos
Las Tres Villas cuenta con un escudo y bandera adoptados oficialmente el 21 de junio de 2011.
Bandera
La enseña del municipio tiene la siguiente descripción:

Paño rectangular de proporciones 3:2 (largo por ancho); dividido en tres franjas horizontales de igual anchura: verde la superior, amarilla la central y azul la inferior. Al centro, el escudo municipal.

Escudo
Su descripción heráldica es la siguiente:

Escudo español medio partido y cortado. Primero, de azur (azul), con un peñón en su color; punta de plata (blanco) con dos fajas ondadas de azur. Segundo, de oro (amarillo), con la silueta en sable (negro) de un caballo. Tercero, de sinople (verde), una estación de ferrocarril de plata con techos de gules (rojo) y aclarada de azur. Sobre el todo, escusón de plata con un olivo arrancado de sinople fustado en su color. Al timbre, corona real española cerrada.

## Política
Los resultados en Las Tres Villas de las últimas elecciones municipales, celebradas en mayo de 2023, son:
| Elecciones Municipales - Las Tres Villas (2023) | Elecciones Municipales - Las Tres Villas (2023) | Elecciones Municipales - Las Tres Villas (2023) | Elecciones Municipales - Las Tres Villas (2023) | Elecciones Municipales - Las Tres Villas (2023) |
| Partido político                                | Partido político                                | Votos                                           | %Válidos                                        | Concejales                                      |
| ----------------------------------------------- | ----------------------------------------------- | ----------------------------------------------- | ----------------------------------------------- | ----------------------------------------------- |
|                                                 | Partido Socialista Obrero Español (PSOE)        | 232                                             | 60,25%                                          | 5                                               |
|                                                 | Partido Popular (PP)                            | 132                                             | 34,28%                                          | 2                                               |
|                                                 | Vox (VOX)                                       | 15                                              | 3,89%                                           | 0                                               |

### Gobierno municipal

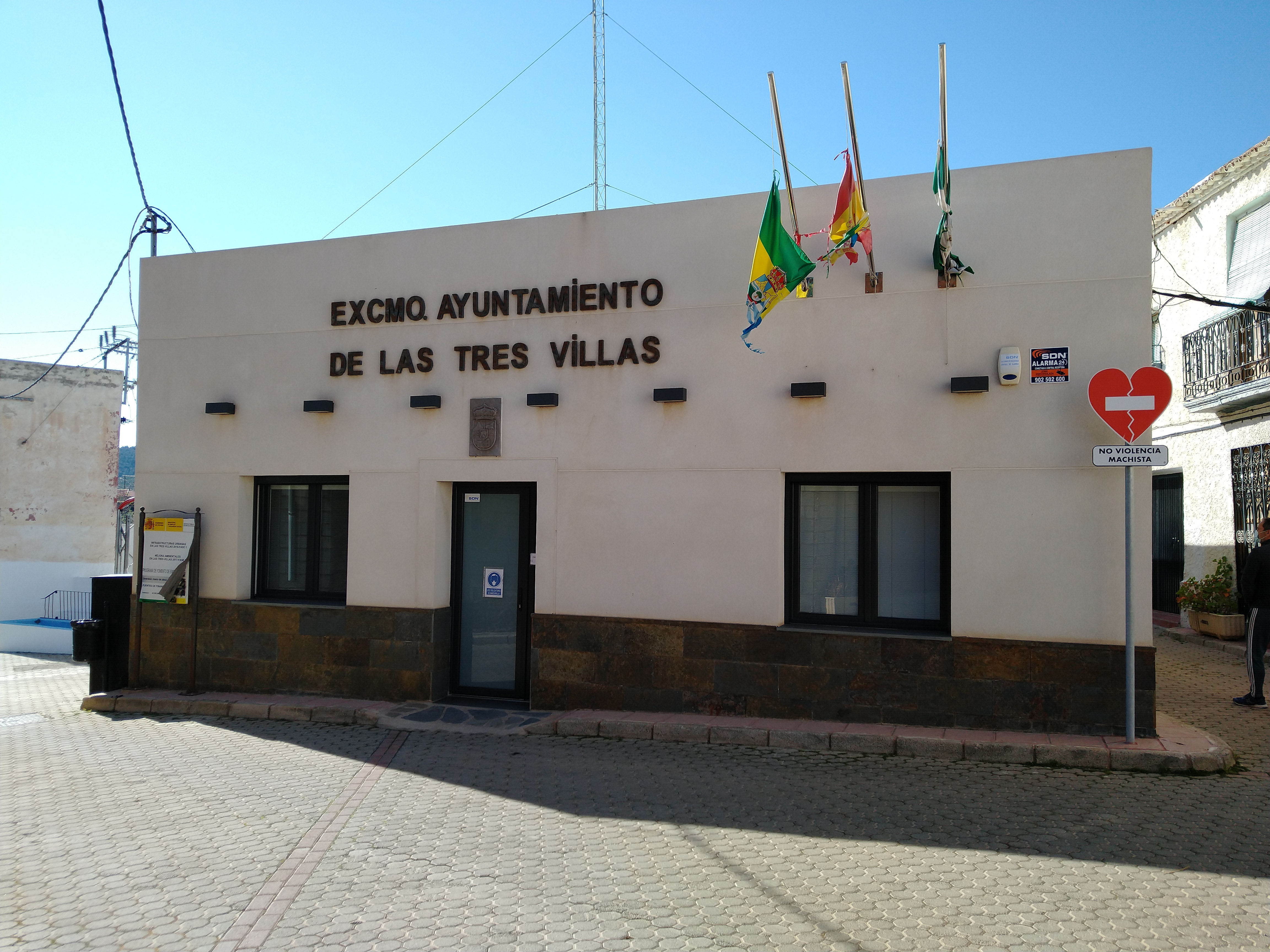
Ayuntamiento de Las Tres Villas, ubicado en Doña María

Alcaldía
| Legislatura | Nombre                                                                              | Partido Político |
| ----------- | ----------------------------------------------------------------------------------- | ---------------- |
| 1979-1983   | Antonio Moya Ramos                                                                  | UCD              |
| 1983-1987   | Antonio Moya Ramos                                                                  | AP               |
| 1987-1991   | Antonio Moya Ramos                                                                  | AP               |
| 1991-1995   | Antonio Moya Ramos                                                                  | PP               |
| 1995-1999   | Antonio Moya Ramos                                                                  | PP               |
| 1999-2003   | Antonio Moya Ramos                                                                  | PP               |
| 2003-2007   | Francisco Javier Cedeño Ruiz (2003-2005) Virtudes Teresa Pérez Castillo (2005-2007) | GIAL PSOE        |
| 2007-2011   | Virtudes Teresa Pérez Castillo                                                      | PSOE             |
| 2011-2015   | Virtudes Teresa Pérez Castillo                                                      | PSOE             |
| 2015-2019   | Virtudes Teresa Pérez Castillo                                                      | PSOE             |
| 2019-2023   | Virtudes Teresa Pérez Castillo                                                      | PSOE             |
| 2023-act.   | Virtudes Teresa Pérez Castillo                                                      | PSOE             |

## Servicios públicos

### Sanidad
Las Tres Villas pertenece a la zona básica de salud de Río Nacimiento, en el distrito sanitario de Almería. El municipio cuenta con tres consultorios médicos, situados uno en la calle Real de Escúllar s/n, otro en la plaza de la Juventud s/n de Ocaña, y el otro en la calle Iglesia s/n de Doña María.

## Cultura

### Patrimonio

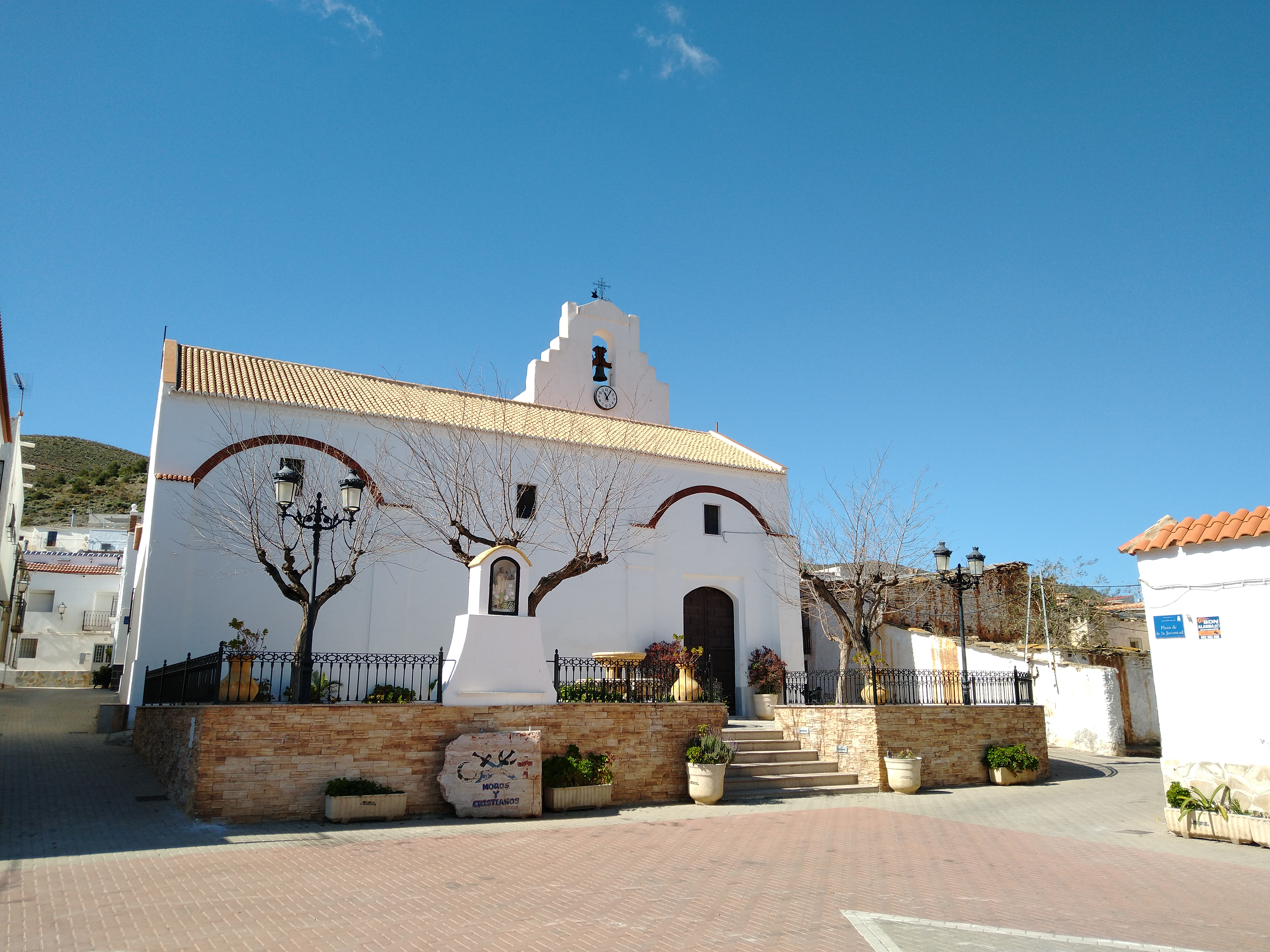
Iglesia de San Bernardo, Ocaña

Entre los monumentos y edificios históricos más señalados destaca la iglesia de Nuestra Señora de la Anunciación, en Doña María, que se empezó a construir a finales del siglo XVIII según planta trazada por el arquitecto Santiago Ferro, aunque de ella sólo se construyeron la capilla mayor y el crucero, sin llegar a realizarse nunca la nave proyectada.
En Escúllar se encuentra la iglesia de la Inmaculada Concepción, construida igualmente en el siglo XVIII. Se encuadra en la arquitectura típica de Los Filabres-Tabernas. Y en Ocaña la iglesia de San Bernardo, del mismo siglo.

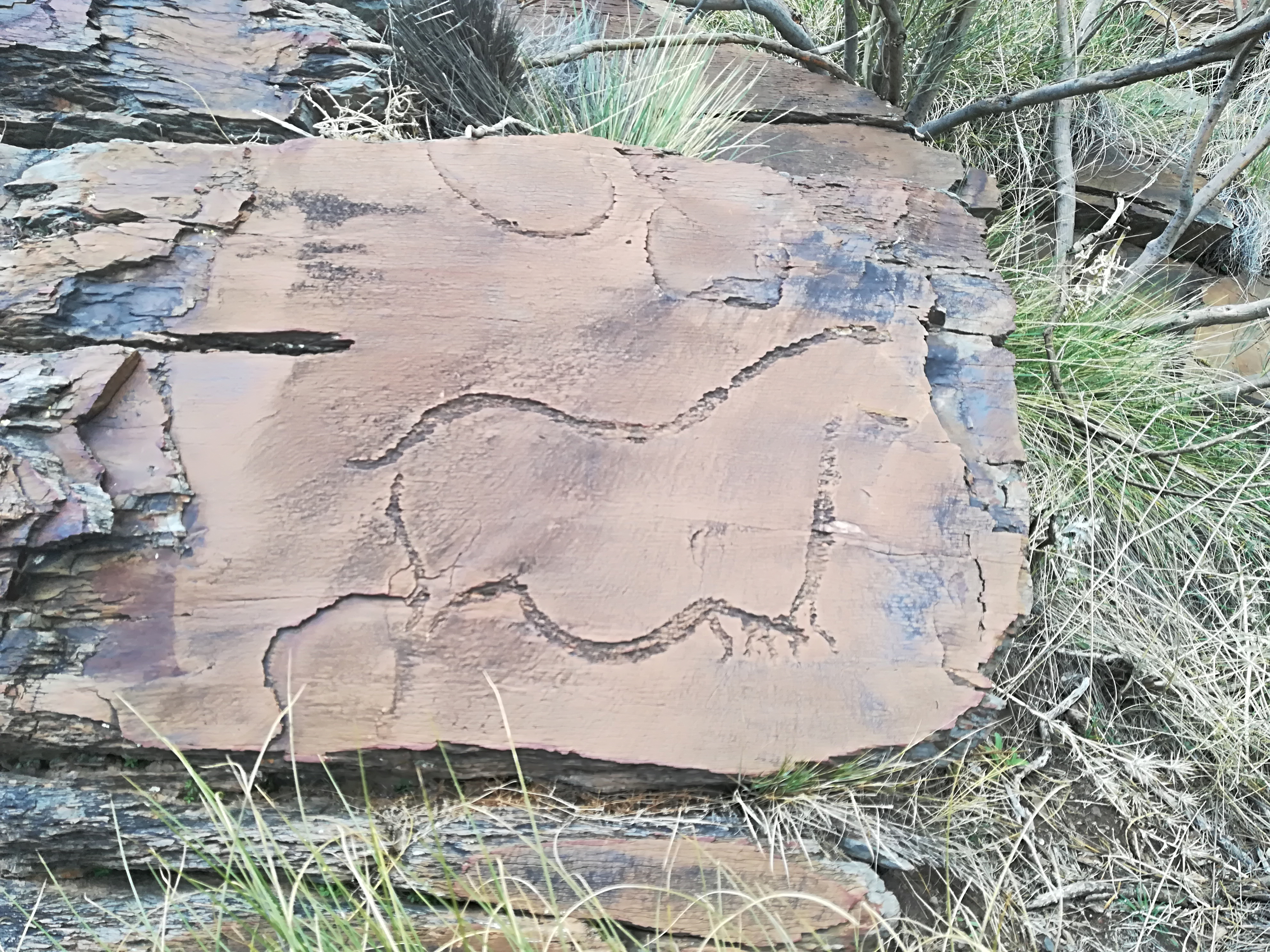
Petroglifo de Piedras Blancas, cerca de Escúllar, símbolo que aparece representado en el escudo de Las Tres Villas

Los grabados rupestres de Piedras Blancas, declarados Bien de Interés Cultural (BIC) en 1985, se encuentran en la vertiente sur de la sierra de los Filabres, cerca de Escúllar. Se trata de la representación de una figura completa de un caballo, en perfil absoluto y con una posición ligeramente ascendente, de atrás hacia delante. Sus convencionalismos los sitúan en pleno Paleolítico superior, pudiéndose encuadrar en la etapa solutrense. Es una de las escasas manifestaciones de arte rupestre paleolítico al aire libre en el sur peninsular.
También cabe mencionar la Fuente de Zamora, en el paraje de Piedras Blancas.

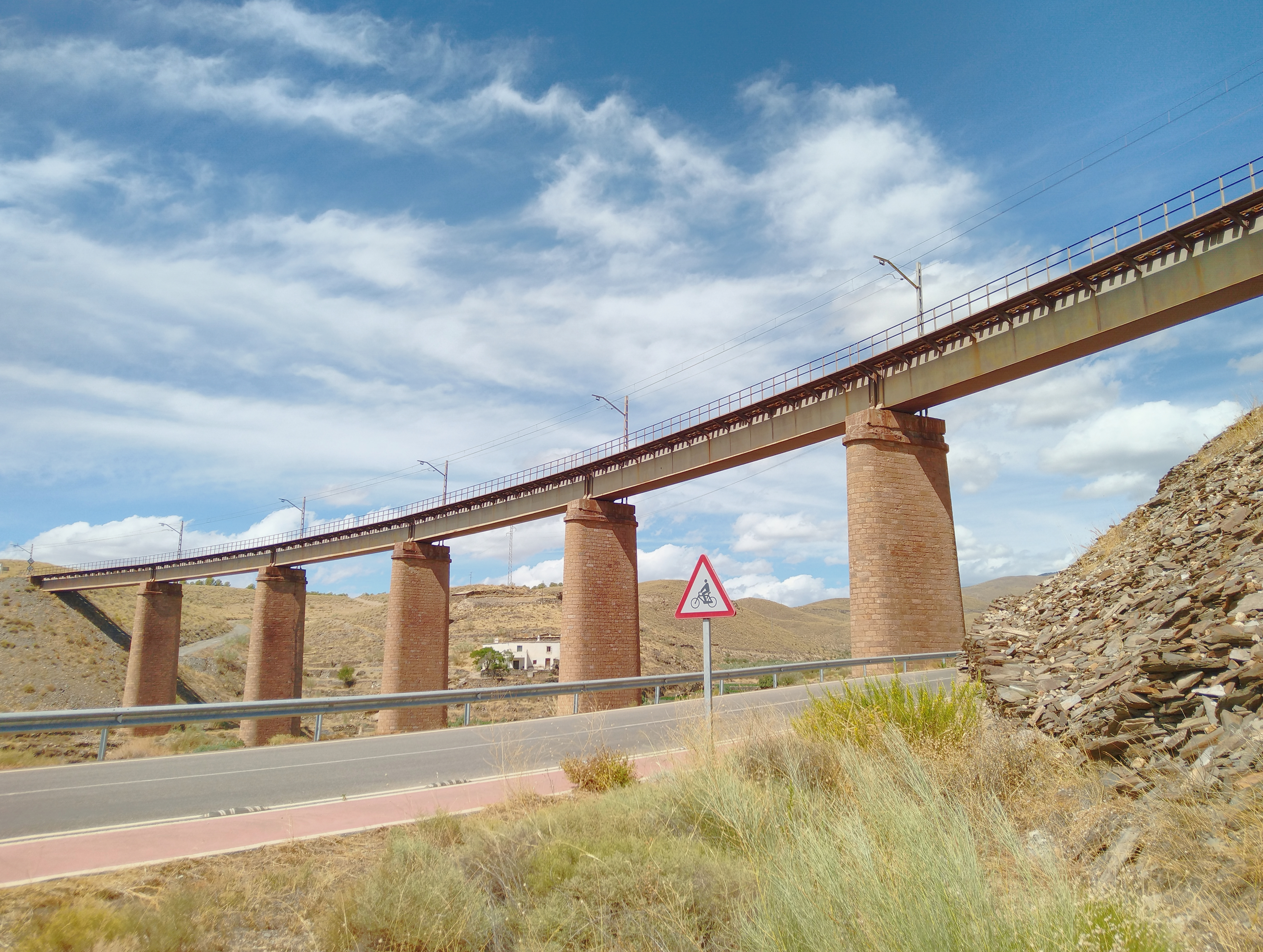
Puente sobre la rambla de Escúllar

El Puente sobre la rambla de Escúllar es un Bien de Interés Cultural, situado entre las estaciones de estaciones de Doña María-Ocaña y la de Abla. Tiene una longitud de 191,5 metros. Responde a la tipología de puente con armadura de tablero superior de estructura metálica sistema Eiffel sobre soportes de sillería. Fue reformado en los años 70 del siglo XX.
En el municipio se encuentran tres ermitas de ánimas, que son pequeñas capillas situadas en las entradas y salidas de los pueblos, donde se da un culto a las Ánimas del Purgatorio, en muchos casos estas capillas no están contorladas por el párroco, sino por familias encargadas o mayordomos destinados para tal fin. Esta muestra de religiosidad está presente en las provincias de Almería y Granada. Las tres ermitas están situadas una en Doña María, otra en Ocaña y otra en Escúllar.

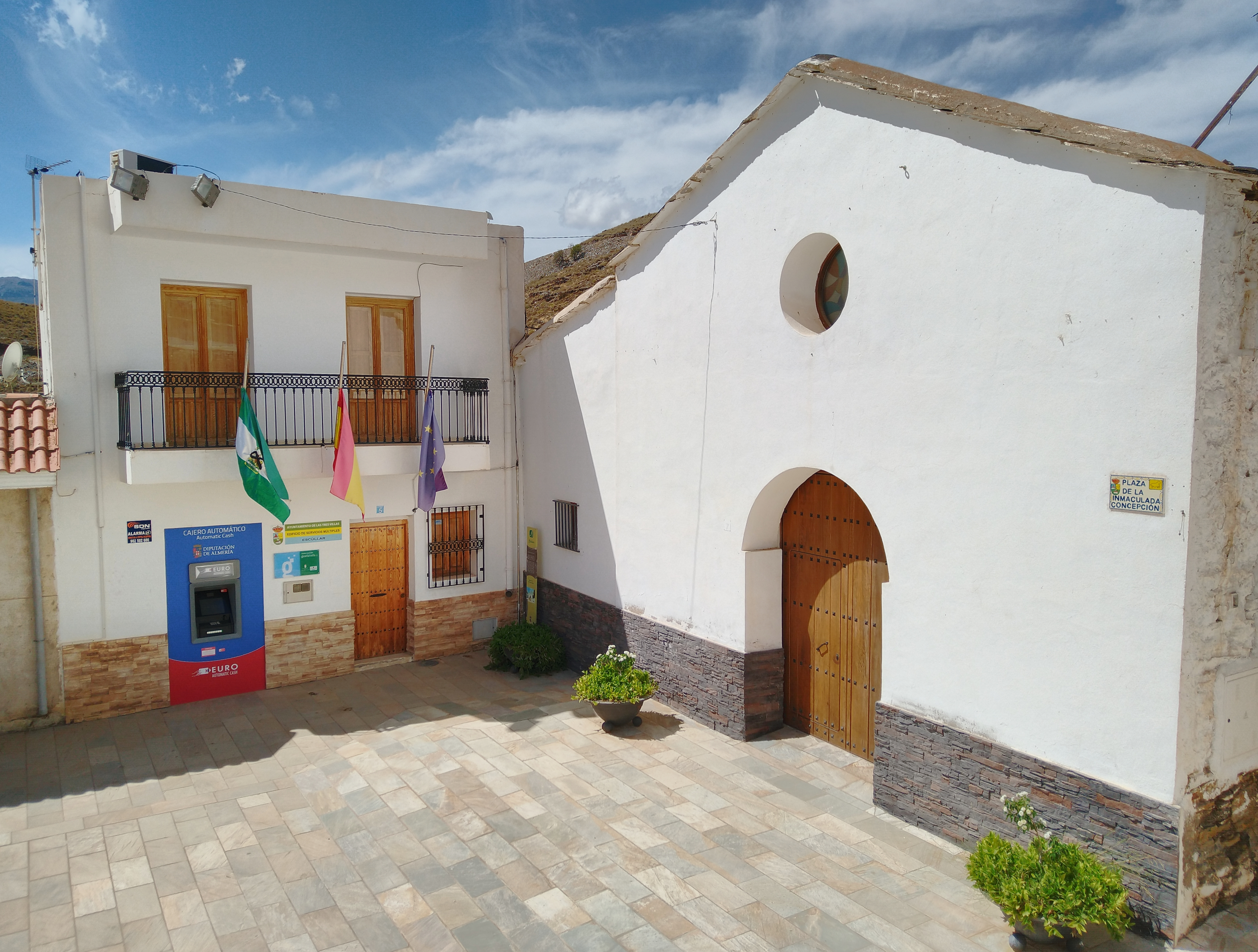
Iglesia de Escúllar
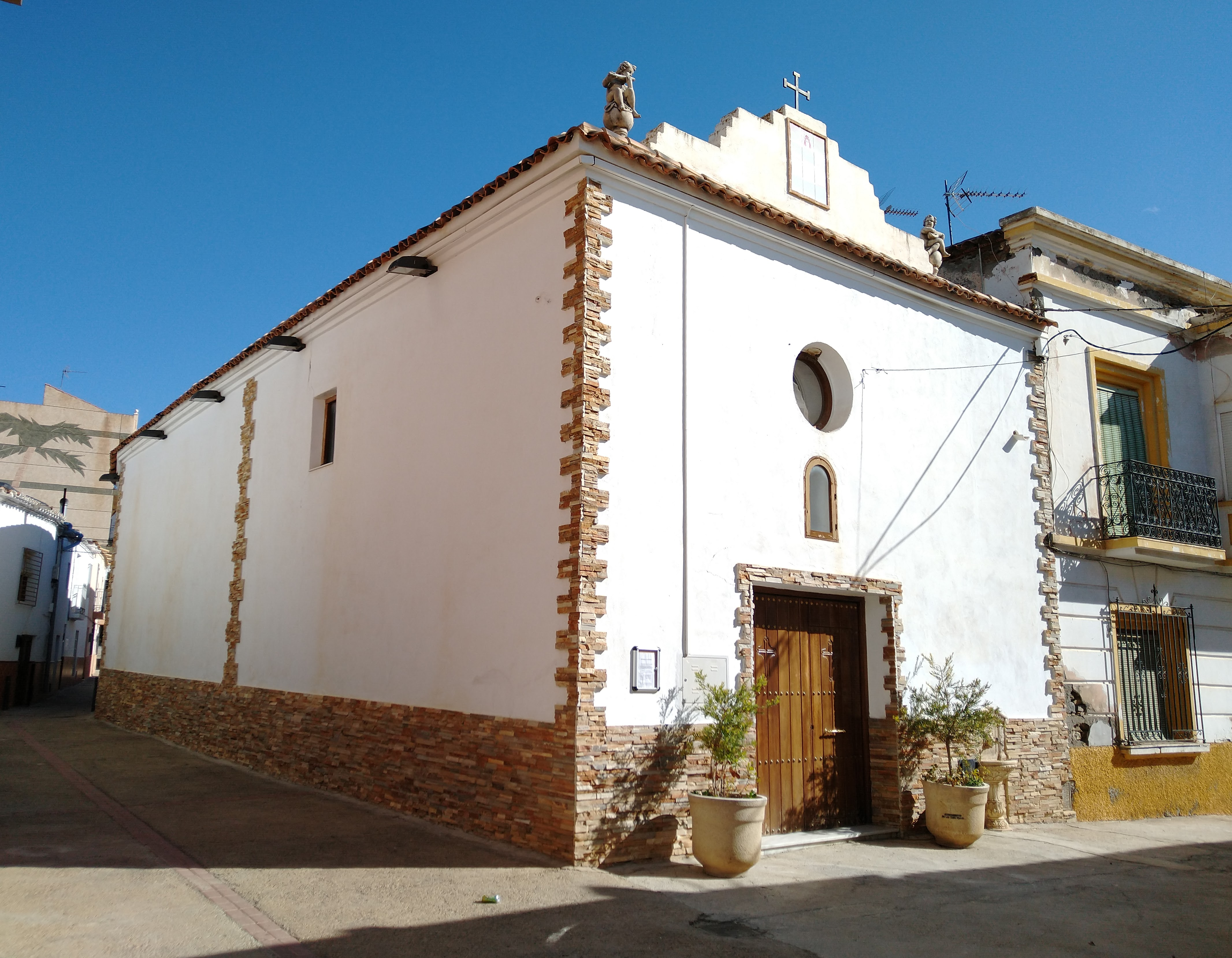
Iglesia parroquial de Santa Teresa, Doña María
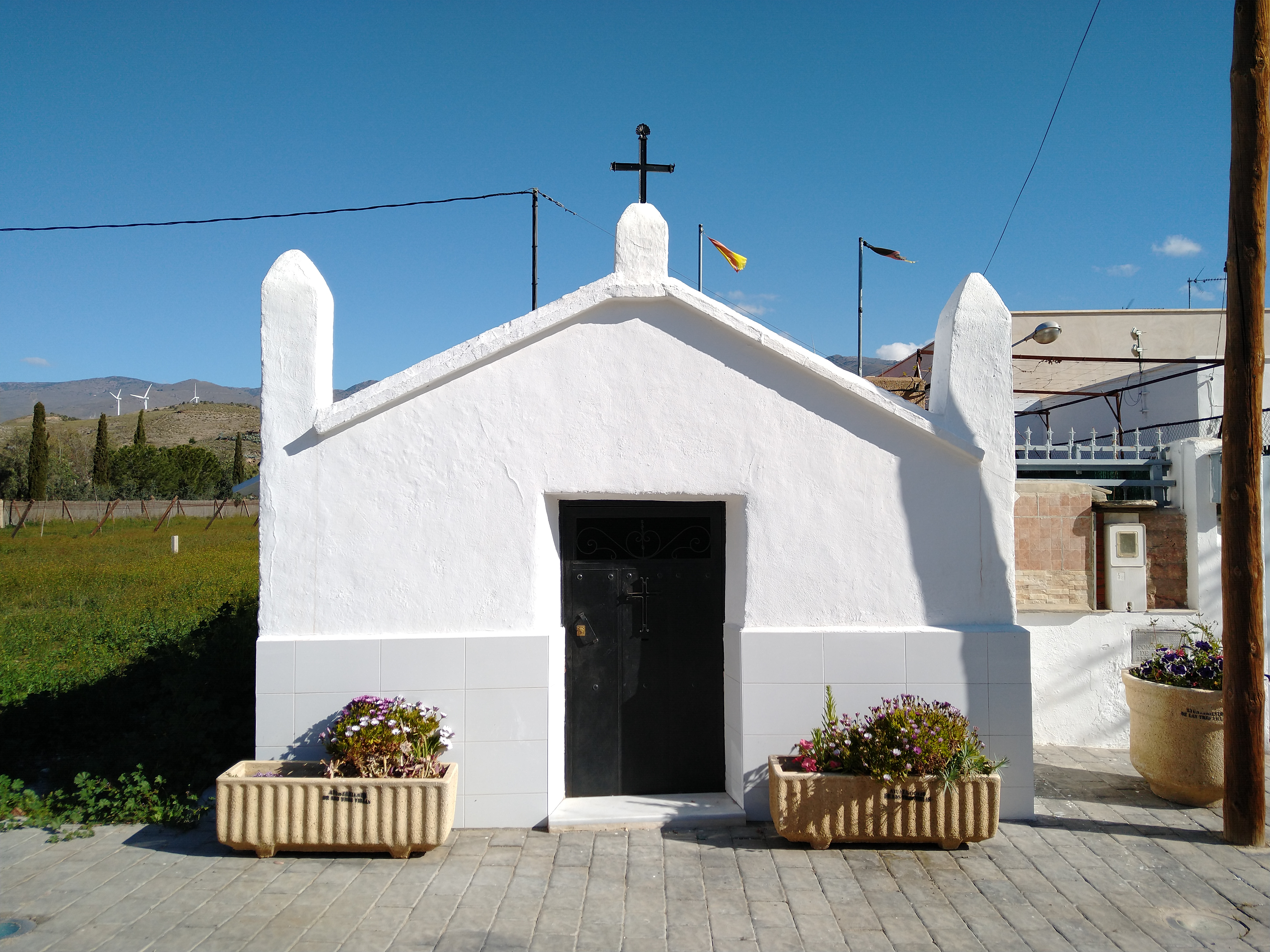
Ermita de ánimas de Doña María
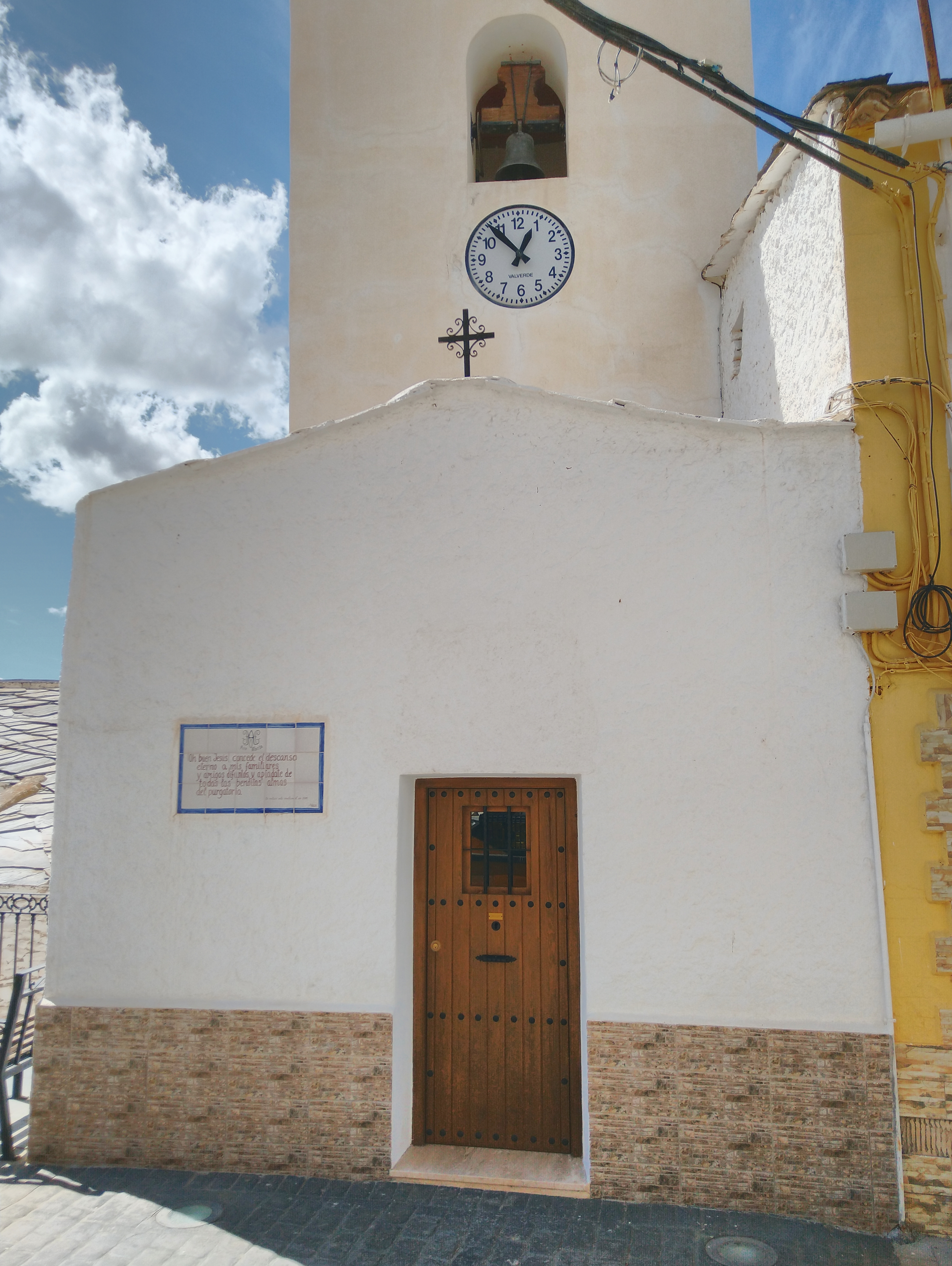
Ermita de ánimas de Escúllar
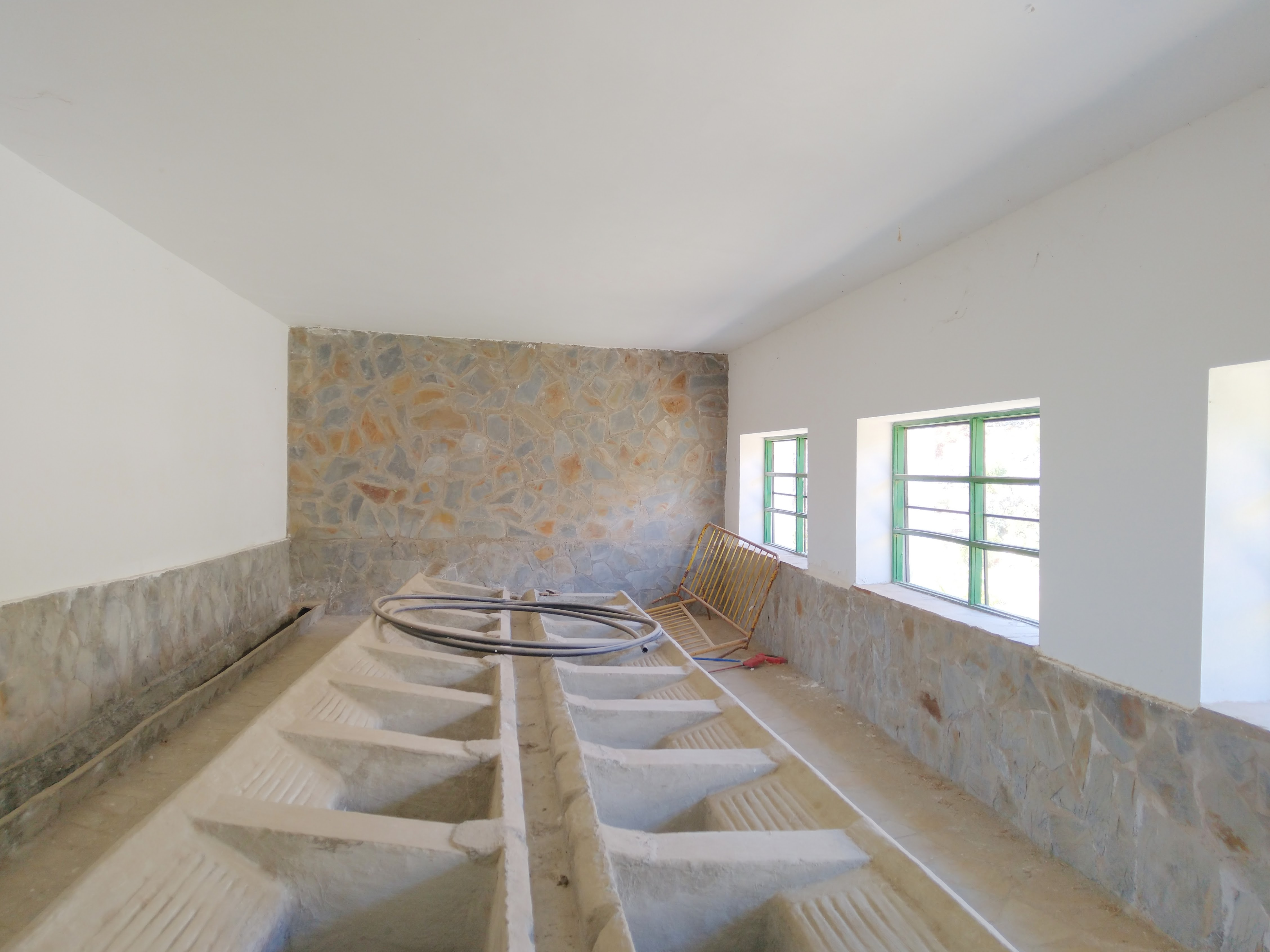
Lavadero de Doña María
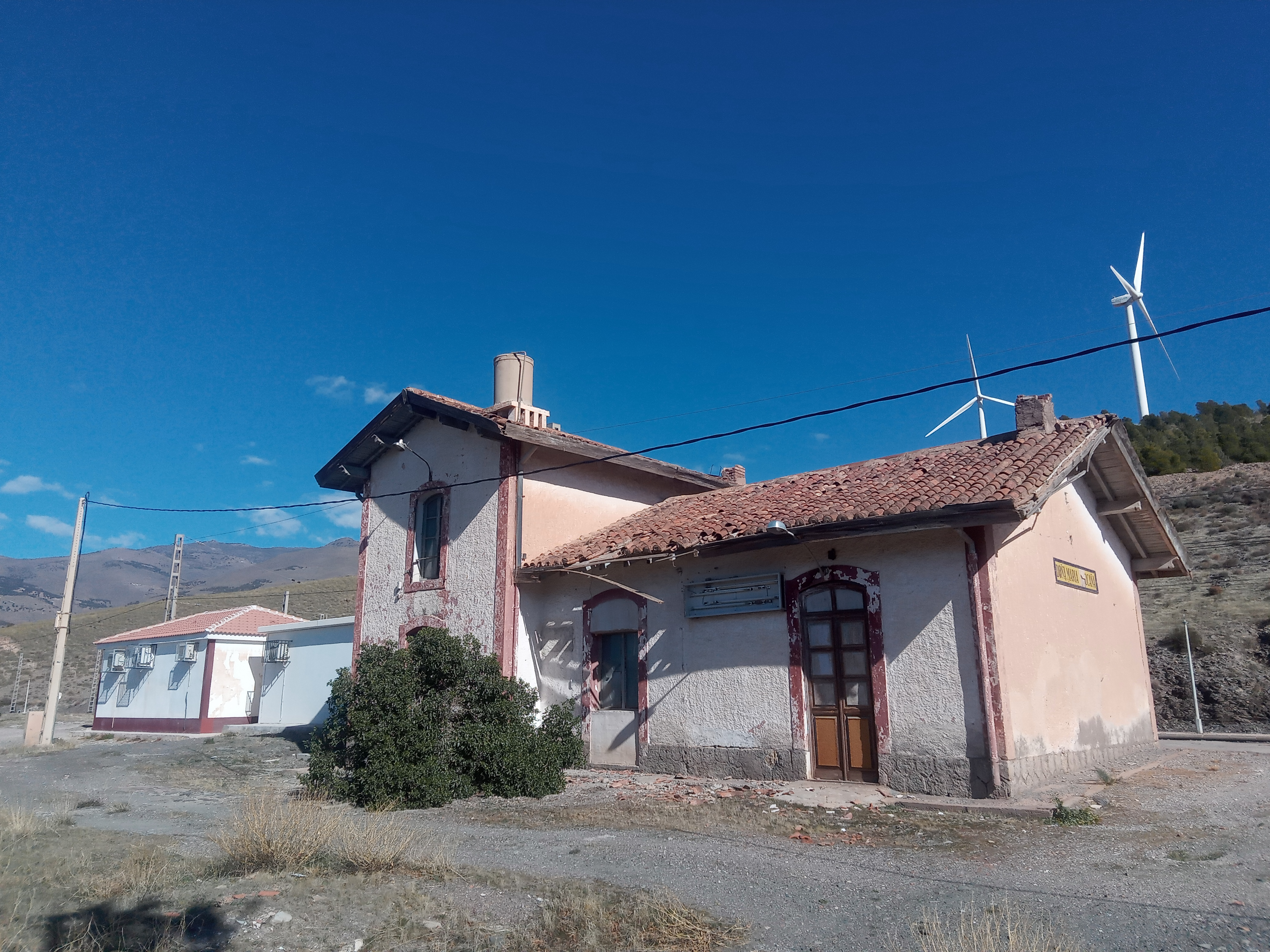
Fuente de los caños, Escúllar
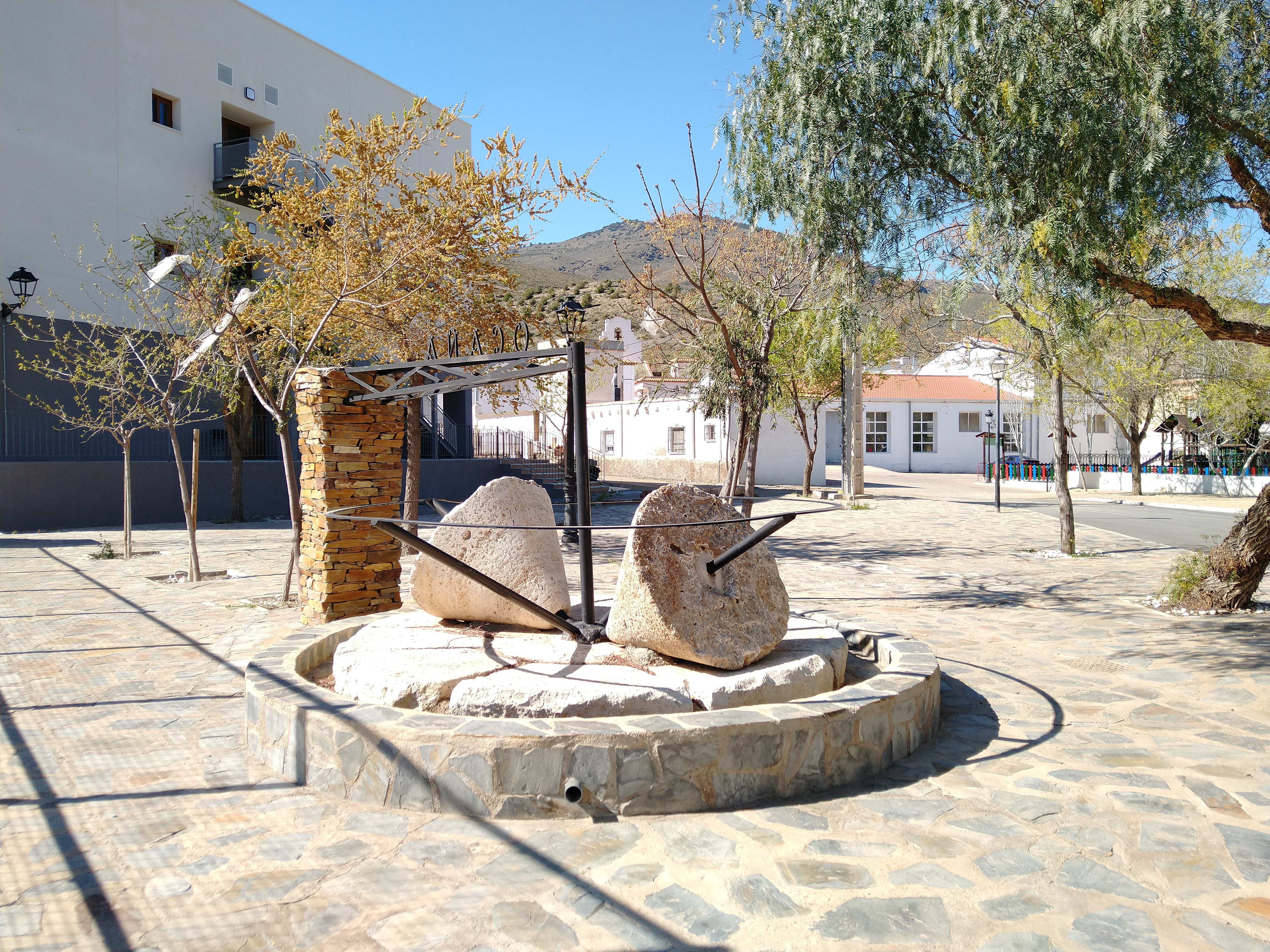
Molino de Ocaña

#### Natural
El Paraje de Santillana se encuentra situado en el parque nacional de Sierra Nevada, cerca del límite con el parque natural homónimo. Por él discurre el barranco de Santillana, donde el agua aparece y desaparece a lo largo de todo su recorrido a causa de su terreno arenisco. Este barranco a su paso por Ocaña se ensancha pasando a formar la rambla de Santillana que desemboca en el río Nacimiento.

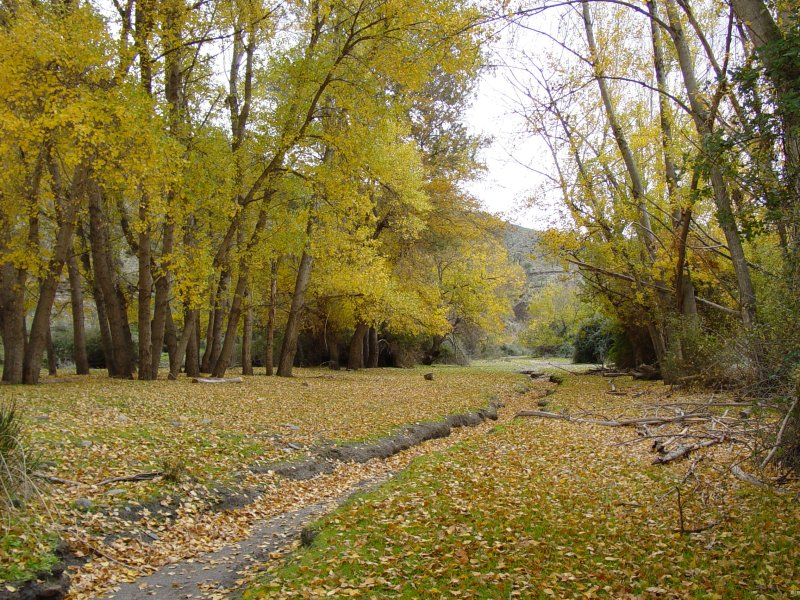
El paraje de Santillana, en Las Tres Villas

En dicho paraje se encuentra ubicada la pedanía de Santillana, que a mediados del siglo XX llegó a ser uno de los núcleos más poblados de Las Tres Villas. Destacan sus casas de piedra y barro sin revestir y sus tejados de pizarra, construcciones típicas de la zona.

### Patrimonio cultural inmaterial

#### Festividades

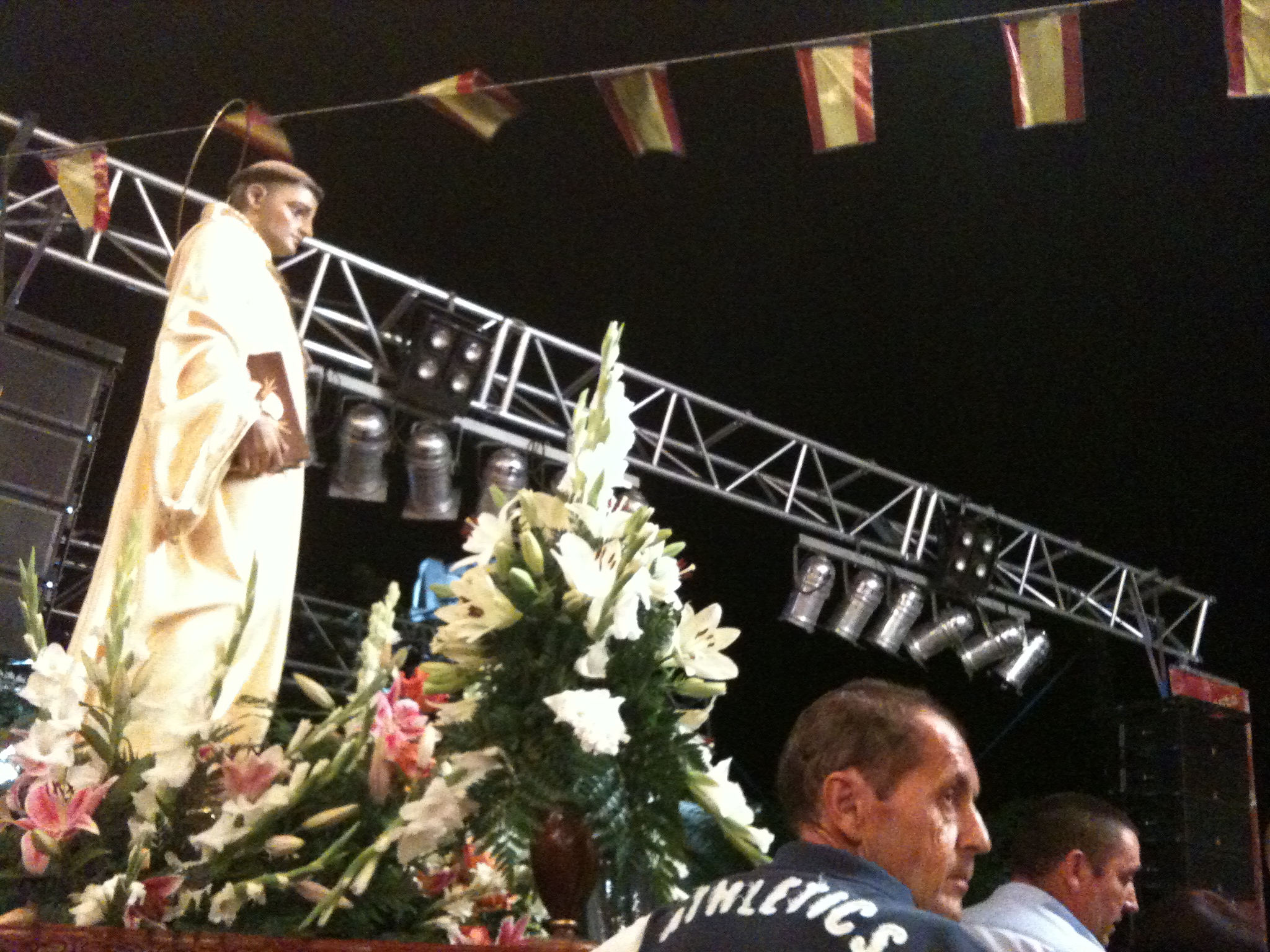
procesión de San Bernardo

* En Doña María se celebra una romería por la Virgen de Fátima. Se celebra en mayo, la imagen es traladada desde la iglesia de Doña María hasta la estación de Doña María-Ocaña donde un tren de la línea Granada-Almería reduce la velocidad al pasar por la estación y hace sonar la bocina. La virgen es traladada desde el pueblo en un tractor engalanada de flores. Esta romería se ha ido celebrando desde 1958, pero en dejó de celebrarse en 1962. En el año 2004 volvió a recuperarse con la creación de la Asociación Cultural Ferroviaria Virgen de Fátima de Doña María.
- Moros y Cristianos en la segunda quincena de agosto[20]
- En Ocaña en la segunda quincena de agosto se celebra San Bernardo y la virgen de la Salud, con un procesión solemne.[21]
- Santa Teresa y la Virgen de los Remedios patronos de Doña María, donde se celebran tres días de fiestas, con desfiles de carrozas, y una solemne procesión.[22][23]
- Fiestas patronales de Escullar con motivo de la Inmaculada Concepción, el 6 de diciembre durante todo el día ocurren juegos populares, mientras el 7 se celebra una feria en la plaza de la Concepción, y el 8, día de la patrona, la banda de música recorre  el municipio anunciando la celebración, tras lo cual hay un desayuno popular, un descanso, misa solemne, paellada, y a las 7 de la tarde, novena y procesión.[24][25]
- Domingo de Resurrección, se celebran unas convivencias gastronómicas.[26]

#### Tradiciones
En el municipio aún se continua desarrollando el oficio artesanal de la cestería, que se venía desarrollando a lo largo del año, pero con un aumento de la actividad en épocas de mayor faena agrícola, si bien trabajar la caña requiere de mucho tiempo, con lo que los tiempos muertos son los ideales para estas labores. La dureza de este material ha ido haciendo que esta labor fuese desapareciendo, con lo que encontrar a expertos en estas labores es algo completamente extraordinario en España.

### Gastronomía

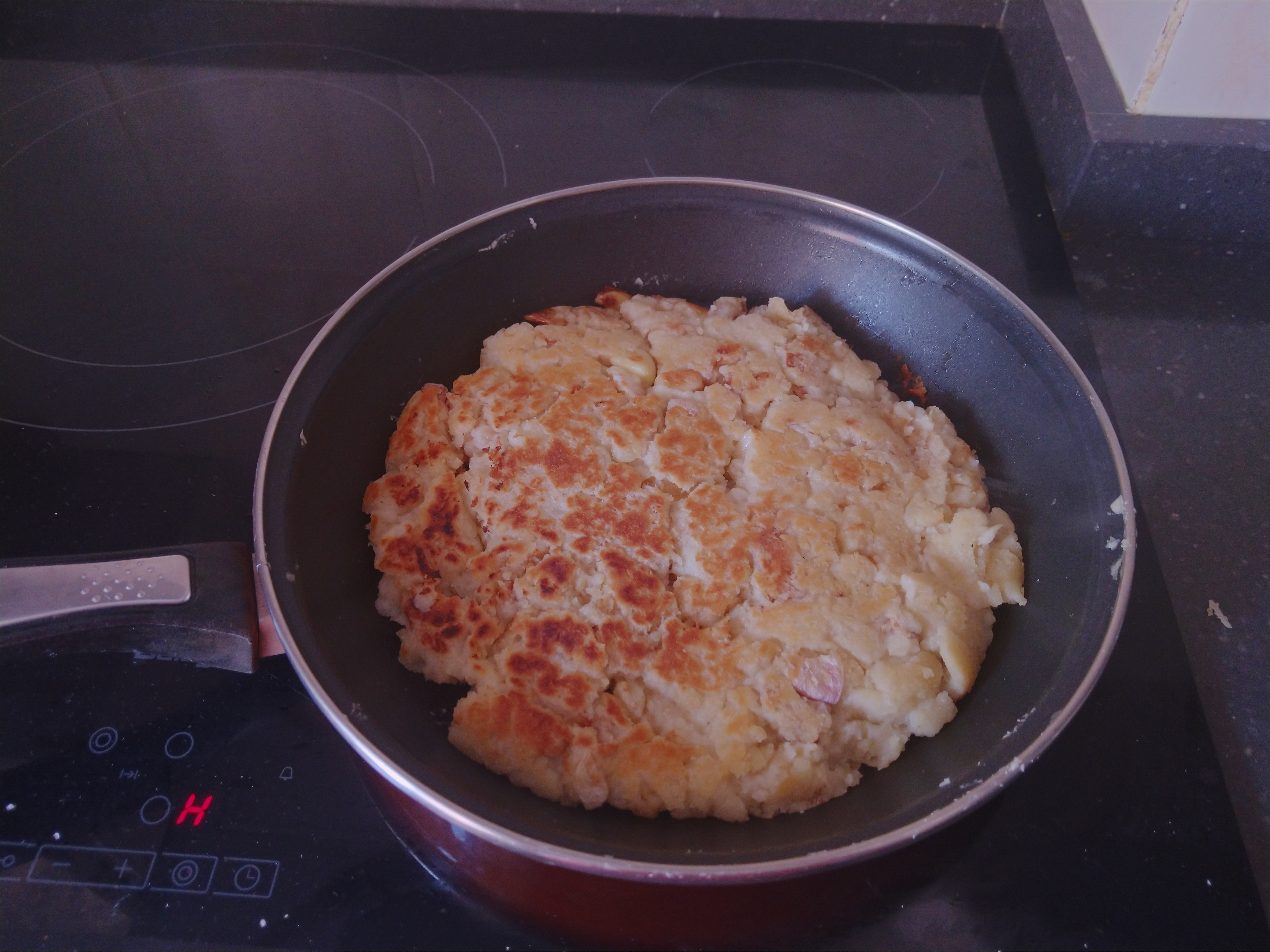
migas en torta

Entre la gastronomía local destacan el ajo colorao, el caldo de pimentón, la olla de trigo, las migas, los gurullos con conejo, las torticas de avío, el trigo a la levantina, la fritada de emperador, las moragas, el choto al ajillo, las tortas de panizo y el pavo relleno rustido. Entre los postres, los más típicos son las torticas reales, los roscos de vino y los dedicos de Jesús.

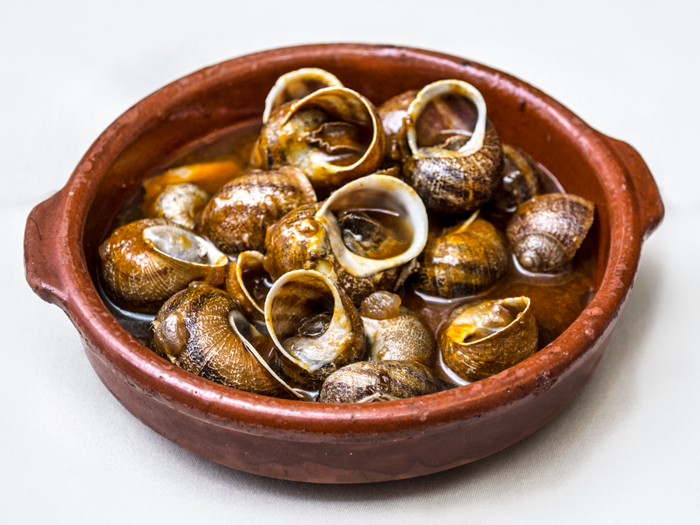
Caracoles

Tahal se encuentra en la comarca gastronómica de la sierras de Filabres y Alhamilla, zona árida conocida por sus olivos, almendros y platos a base de harinas, con recetas como la zaramandoña –una ensalada que los vecinos ofrecen el día del patrón–, la tortilla de ajetes y bacalao, los caracoles en salsa, las gachas, las migas en torta, las migas con chorizo, los gurullos con caza, la torta de chicharrones o el pan de higo. Como plato representativo de Tahal, el crítico gastronómico Antonio Zapata cita el arroz de matanza, un arroz serrano caldoso preparado en el mismo día de la matanza, con la magra del cerdo. También recordar las mencionadas jornadas micológicas que suelen celebrarse anualmente en noviembre.